# Anochetus ambiguus
Anochetus ambiguus é uma espécie de formiga do gênero Anochetus, pertencente à subfamília Ponerinae.